# Acalypha nana
Acalypha nana é uma espécie de flor do gênero Acalypha, pertencente à família Euphorbiaceae.